# Lysistrata ou la Grève des baisers
Pour les articles homonymes, voir Lysistrata (homonymie).

Lysistrata ou la Grève des baisers est un film muet français réalisé par Louis Feuillade et sorti en 1910. Il est adapté de la pièce de théâtre Lysistrata, d'Aristophane.

## Fiche technique
- Réalisation  : Louis Feuillade
- Scènes adaptées d'après la pièce éponyme d'Aristophane
- Société de production : Société des Établissements L. Gaumont
- Pays : France
- Format : Muet - Noir et blanc - 1,33:1 - 35 mm
- Métrage : 260 mètres
- Durée : 9 minutes
- Genre :  Court métrage de comédie
- Date de sortie : 
  - France : 1910

## Distribution
- Léonce Perret
- Alice Tissot